# 诺斯伍德 (爱荷华州)
诺斯伍德（Northwood）是美国艾奥瓦州沃思县谢尔罗克河沿岸的城市，是沃思县的县城。 2010年美国人口普查时人口为1,989人。 
诺斯伍德是梅森市大都会统计区的一部分。